# Johannes Jelgerhuis

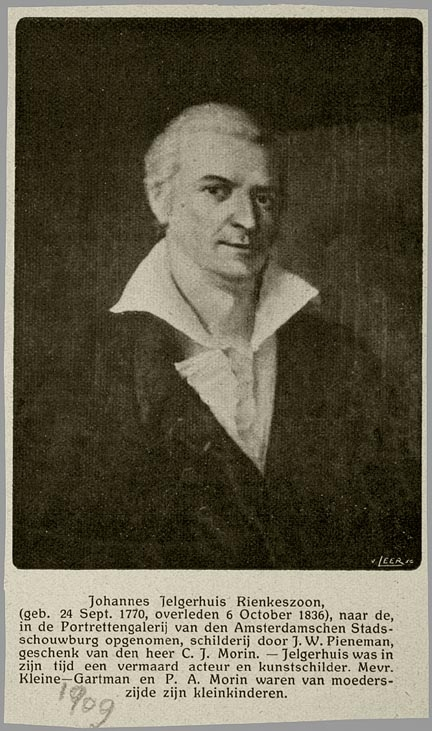
Portret van Johannes Jelgerhuis door Jan Willem Pieneman.

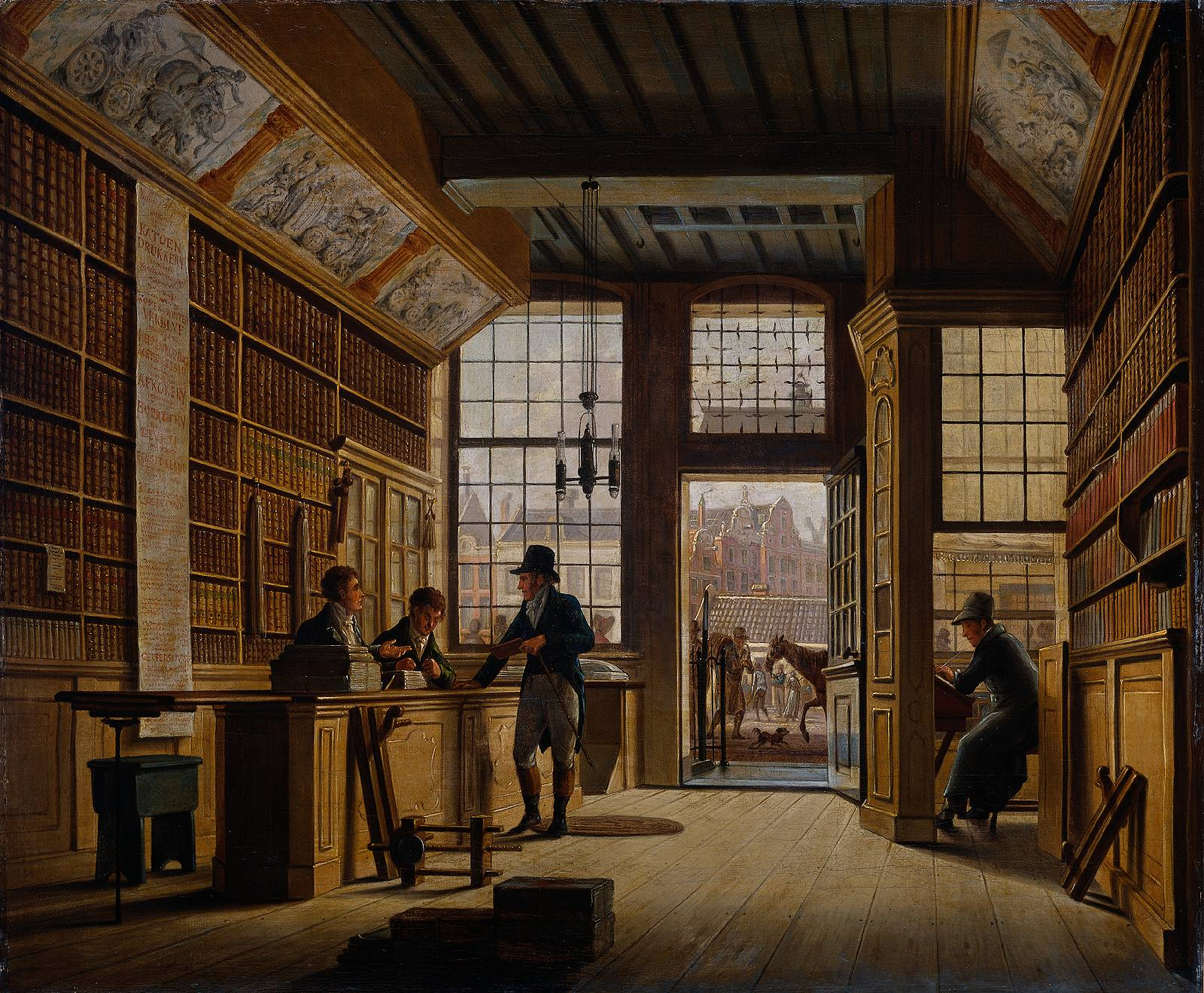
De winkel van de boekhandelaar Pieter Meijer Warnars op de Vijgendam te Amsterdam, olieverf op doek, 48 x 58 cm, 1820, Rijksmuseum Amsterdam

Johannes Jelgerhuis (Leeuwarden, 24 september 1770 – Amsterdam, 6 oktober 1836) was een Nederlands kunstschilder, illustrator en toneelspeler. Hij was een zoon van de schilder Rienk Jelgerhuis. Hij werd in het vak opgeleid door zijn vader en door de landschap- en behangselschilder Pieter Pietersz. Barbiers.
Aanvankelijk legde Jelgerhuis zich toe op het vervaardigen van etsen over actuele en politieke onderwerpen. Pas na 1804 wijdde hij zich aan de schilderkunst. Hij werkte enige jaren in Delft, waar hij op 18 december 1791 in de Oude Kerk trouwde met Philippina Maria van der Boon. Uit dit huwelijk kwamen vijf kinderen voort, vier dochters en een zoon. Uit zijn tweede huwelijk met Alida Maria Margrieta Dol (in 1803) kreeg hij nog een zoon.
In 1806 vestigde hij zich in Amsterdam. Daar verbond hij zich aan de Stadsschouwburg, waar hij zich ontpopte als een markant karakteracteur. In die hoedanigheid vervaardigde hij schetsen voor decors en kostuums en schreef hij een handboek voor acteurs onder de titel “Theoretische lessen over gesticulatie en mimiek” (1827).
Jelgerhuis maakte portretten, kerkinterieurs (naar zijn voorbeeld Pieter Saenredam), landschappen, genrestukken en stadsgezichten met veel oog voor alledaagse details. Tot zijn bekendste werken behoort het hier afgebeelde schilderij De winkel van de boekhandelaar Pieter Meijer Warnars op de Vijgendam te Amsterdam.
In de Amsterdamse wijk Slotervaart is een straat naar hem genoemd, de Johannes Jelgerhuishof.